# YWCA
De Young Women's Christian Association (YWCA) is een ongebonden-christelijke, internationale organisatie voor jonge vrouwen.
De organisatie richt zich op de verbetering van de fysieke, intellectuele, morele, sociale en spirituele belangen van jonge vrouwen. In het embleem zijn recreatie, onderwijs en spiritualiteit verwerkt. De organisatie is geheel onafhankelijk van de Young Men's Christian Association (YMCA).
De YWCA werd in 1855 opgericht in Londen en heeft de hoofdvestiging in Genève. Aanvankelijk waren er twee groepen, waarvan de Prayer Union was gericht op gebeden en een andere organisatie op huisvesting. In 1877 werden de twee organisaties samengevoegd als YWCA.
Er zijn vestigingen over de hele wereld, waaronder in Nederland, België en Suriname, met in Paramaribo naast een vestiging ook een YWCA Guesthouse. De Surinaamse Ilse Henar-Hewitt maakte van 1971 tot 1979 deel uit van het internationale bestuur.